# القلعة (العاقبة)

تعديل مصدري - تعديل

القلعة محلة تابعة لقرية الحجف، التابعة لعزلة العاقبة بمديرية فرع العدين إحدى مديريات محافظة إب في الجمهورية اليمنية، بلغ تعداد سكانها 93 حسب تعداد اليمن لعام 2004.